# Izraelská cena

Izraelská cena (hebrejsky פרס ישראל‎) je ocenění udílené Státem Izrael. Udílí se každoročně v Jeruzalémě, při příležitosti Dne izraelské nezávislosti, za účasti izraelského prezidenta, premiéra, předsedy Knesetu a předsedy Nejvyššího soudu. Ocenění vzniklo v roce 1953 z iniciativy ministra školství Ben Cijona Dinura, který ji sám v roce 1958 a 1973 obdržel. Je považována za nejvyšší izraelské ocenění.

## Udílení ceny
Cena je udělována v těchto čtyřech oblastech:
- humanitní vědy (sociální vědy a židovská studia)
- přírodní a exaktní vědy
- kultura, umění, komunikace a sport
- celoživotní přínos a výjimečný přínos státu (od roku 1972)

Cenu mohou získat izraelští občané nebo organizace, které dosáhly mimořádných úspěchů ve svém oboru nebo které výrazně přispěly k izraelské kultuře. Vítězové jsou vybíráni prostřednictvím výboru porotců, kteří své návrhy předkládají ministrovi školství.
Laureáti jsou vybíráni pro tento účel jmenovanými komisemi, které ministr školství každoročně jmenuje pro každou kategorii. Rozhodnutí komise musí být jednomyslné. V roce 2006 získal vítěz Izraelské ceny finanční ocenění 50 tisíc šekelů (NIS). V roce 2008 představovala tato cena obnos 75 000 šekelů.

## Nositelé
Do roku 2009 byla cena udělena celkem 633krát. Mezi významné nositele patří: Šmu'el Josef Agnon, Martin Buber, Uri Cvi Greenberg, Aharon Appelfeld, Abba Eban, Lea Goldbergová, Robert Aumann, Jehuda Bauer, Michael O. Rabin, Saharon Šelach, Avraham B. Jehošua, Golda Meirová, Amos Oz, Ephraim Kishon, Naomi Šemer a Teddy Kollek. Přestože je cena obvykle udělována Izraelcům, ve výjimečných případech může být udělena i osobám žijícím mimo Izrael, které však měly v minulosti izraelské občanství. V roce 1991 kupříkladu získal Izraelskou cenu Zubin Mehta, který pochází z Indie a je hudebním ředitelem Izraelské filharmonie.
Cenu mohou získat i instituce (Izraelská filharmonie, Židovská agentura, Jad vašem nebo Židovský národní fond).

## Spory
Rozhodnutí udělit cenu konkrétním jednotlivcům vedlo někdy k vášnivým politickým debatám. V roce 1993 vedly silné námitky tehdejšího premiéra Jicchaka Rabina proti nominaci Ješajahu Leibowitze k tomu, že Leibowitz cenu odmítl. V roce 2004 tehdejší ministryně kultury a sportu Limor Livnatová dvakrát vrátila návrh na nominaci sochaře Jig'ala Turmakina zpět do výboru. Některá rozhodnutí musel řešit Nejvyšší soud Izraele, například cenu udělenou novináři Šmu'elu Šnicerovi, političce Šulamit Aloniové, profesoru Ze'evu Sternhellovi a předsedovi telavivského basketbalového klubu Makabi Tel Aviv BC Šim'onu Mizrachiu.
Při jiných příležitostech byl výbor kritizován, že opomněl některé významné jednotlivce, např. básníka Natana Jonatana.
Byly i případy, kdy jednotlivci odmítli cenu převzít. Patřil k nim ministerský předseda David Ben Gurion a bavič Uri Zohar. Roku 2003 umělec Moše Geršoni oznámil v tisku, že nepodá ruku premiérovi a ministru výchovy, což vedlo k tomu, že jeho ocenění bylo zrušeno.
Kritizovalo se, že v udělování cen jsou upřednostňováni muži, Židé, sekulární osoby. Ačkoliv zhruba 25 % izraelského obyvatelstva tvoří nežidé, do roku 2010 nebylo nežidovských laureátů více než 2 %. Jsou mezi nimi dva arabští muslimové (herec Makram Khouri a diplomat Ali Yahya), jeden arabský křesťan (spisovatel Emil Habíbí), jeden Čerkes (průmyslník Eldin Khatukai), dva Drúzové (kadi Amin Tarif a vládní úředník Kamal Mansour) a jeden francouzský katolík (teolog Marcel-Jacques Dubois). Udělení ceny Habíbímu mělo za následek, že se lékař a politik Juval Ne'eman své ceny vzdal.